# سیارک ۱۹۲۲۹۳
سیارک ۱۹۲۲۹۳ (به انگلیسی: 192293 Dominikbrunner، نامگذاری:1990TA2)۱۹۲۲۹۳مین سیارک کشف شده‌است که در ۱۰ اکتبر ۱۹۹۰ کشف شد.